# 가문의 영광:리턴즈
《가문의 영광:리턴즈》은 2023년 9월 21일에 개봉예정인 대한민국의 영화이다.

## 시놉시스
전설의 가문이 돌아왔다! 가문의 영광은 결혼?! 사생결단 결혼성사 대작전이 펼쳐진다! 돈과 권력을 쥐고 있는 전설의 장씨 가문! 가문의 수장 ‘홍회장’에게 골칫거리가 딱 하나 있는데, 비혼주의를 선언한 막내딸 ‘진경’이다. 어느 날 ‘진경’은 처음 본 남자 ‘대서’와 하룻밤을 보내게 되고 이 사실을 알게 된 장씨 가문은 일등 사윗감의 조건을 두루 갖춘 ‘대서’와 ‘진경’을 결혼시키기 위해 온갖 음모를 꾸미기 시작하는데… 장씨 가문에게 던져진 지상 최대의 과제! 세기의 결혼은 과연 성공할 수 있을까?

## 제작진

### 제작사
- (주)태원엔터테인먼트

### 감독
- 정용기

- 정태원

## 캐스팅

### 주연
- 윤현민 : 박대서 역
- 유라 : 장진경 역
- 김수미 : 홍덕자 역
- 탁재훈 : 장석재 역
- 정준하 : 종면 역
- 추성훈 : 얏빠리 역

### 조연
- 고윤 : 종칠 역
- 기은세 : 유진 역
- 김희정 : 연수 역

### 그 외 출연진
- 서효림 : 미순 역